# Johanna C. Hohloch
Hannah Hohloch, eigentlich Johanna C. Hohloch, (* 23. Februar 1964 in Salzburg, Österreich) ist eine Schweizer Schauspielerin.

## Leben
Hohloch wuchs in Garbsen bei Hannover auf und studierte vier Semester Judaistik in Berlin, anschließend absolvierte sie eine Schauspielausbildung am Max-Reinhardt-Seminar in Wien.
Sie war Ensemblemitglied im Kabarett Simpl und hatte anschließend verschiedene Engagements bei den Salzburger Festspielen „Der Bauer als Millionär“ und „Das Mädel aus der Vorstadt“, am Konzerthaus Wien, am Theater in der Josefstadt „Ein ungleiches Paar“, „Sonny Boys“ und „Der Schwierige“, bei den Sommerfestspielen Kobersdorf „Einen Jux will er sich machen“ und „Komödie der Irrungen“ sowie bei den Seefestspiele Mörbisch als Olga in „Die Lustige Witwe“.
Sie spielte auch in den Fernsehfilmen bzw. -serien „Hochwürden wird Papa“, „Hochwürden erbt das Paradies“, „Schlosshotel Orth“, „Der Bergdoktor“ und „Ein Schloss am Wörthersee“.
Zurzeit lebt und arbeitet sie in Wien.

## Fernsehserien
- 1993: Der Fahnder – Eine Landpartie
- 1995–2005: Schlosshotel Orth

## Filme
- 1993: Hochwürden erbt das Paradies
- 1993: Ein Schloß am Wörthersee
- 1996: Hochwürdens Ärger mit dem Paradies
- 2002: Hochwürden wird Papa

## Theater
- 1990–1993: Kabarett Simpl
- 1997–2001: Theater in der Josefstadt, Wien
- 2002–2003: Sommerspiele Kobersdorf
- 2005: Seefestspiele Mörbisch
- 2017: Sommerspiele Kobersdorf
- 2022: Sommerspiele Kobersdorf